# Los mares del Sur
Los mares del Sur è un film del 1992 diretto da Manuel Esteban.
Il soggetto del film è tratto dal romanzo I mari del Sud di Manuel Vázquez Montalbán.